# Шерстюк, Сергей Александрович
Сергей Александрович Шерстюк (22 декабря 1951, Москва — 23 мая 1998, Москва) — российский художник, один из главных представителей гиперреализма в России. Член Союза художников СССР (с 1990 года).

## Биография
Родился 22 декабря 1951 года в Москве.
Окончил Республиканскую художественную школу имени Тараса Шевченко в Киеве и отделение истории искусства исторического факультета МГУ (1979).
Занимался и литературным творчеством; отрывки из дневника Шерстюка были напечатаны в журналах «Октябрь» (2000, № 8) и «Комментарии» (2000, вып. 19), публикация Игоря Клеха, затем вышли отдельным изданием под названием «Украденная книга» (2001). Дневник Шерстюка получил высокую оценку критика Дмитрия Бавильского.
Умер 23 мая 1998 года в Москве от рака в возрасте 46 лет. Отпевали в церкви Большого Вознесения на Никитской. Похоронен в Москве на Троекуровском кладбище рядом с женой.

## Семья
Жена — Елена Майорова (1958—1997), актриса. Шерстюк пережил свою супругу ровно на 9 месяцев.

## Память
Его работы находятся в Музее современного искусства (Оклахома, США), Музее Зиммерли (Нью-Брансвик, США), Музее современного искусства в Антверпене (Бельгия), различных российских музеях, а также в ряде частных коллекций в Европе и США.